# کریس کتلین
کریس کتلین (انگلیسی: Chris Cattlin؛ زادهٔ ۲۵ ژوئن ۱۹۴۶) بازیکن فوتبال اهل بریتانیا است.
از باشگاه‌هایی که در آن بازی کرده‌است می‌توان به باشگاه فوتبال هادرزفیلد تاون، باشگاه فوتبال برایتون اند هوو آلبیون، و باشگاه فوتبال کاونتری سیتی اشاره کرد.